# Fang Congyi

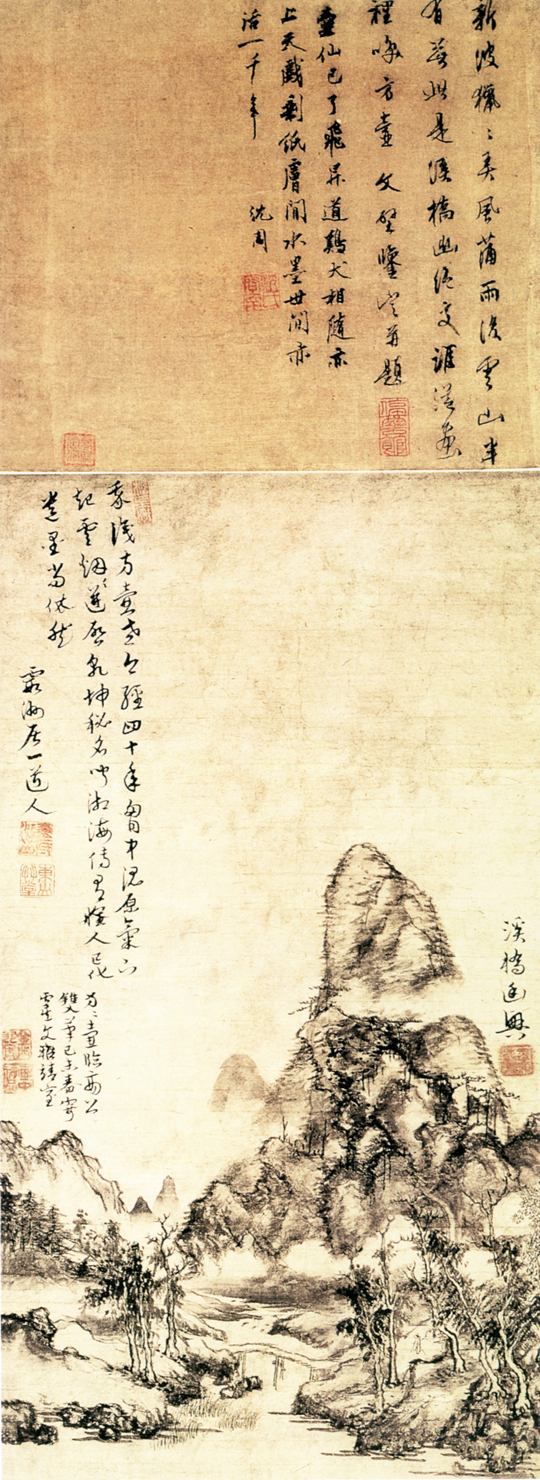
Pont sobre el rierol (溪桥幽兴图), Fang Congyi, Museu del Palau, Pequín

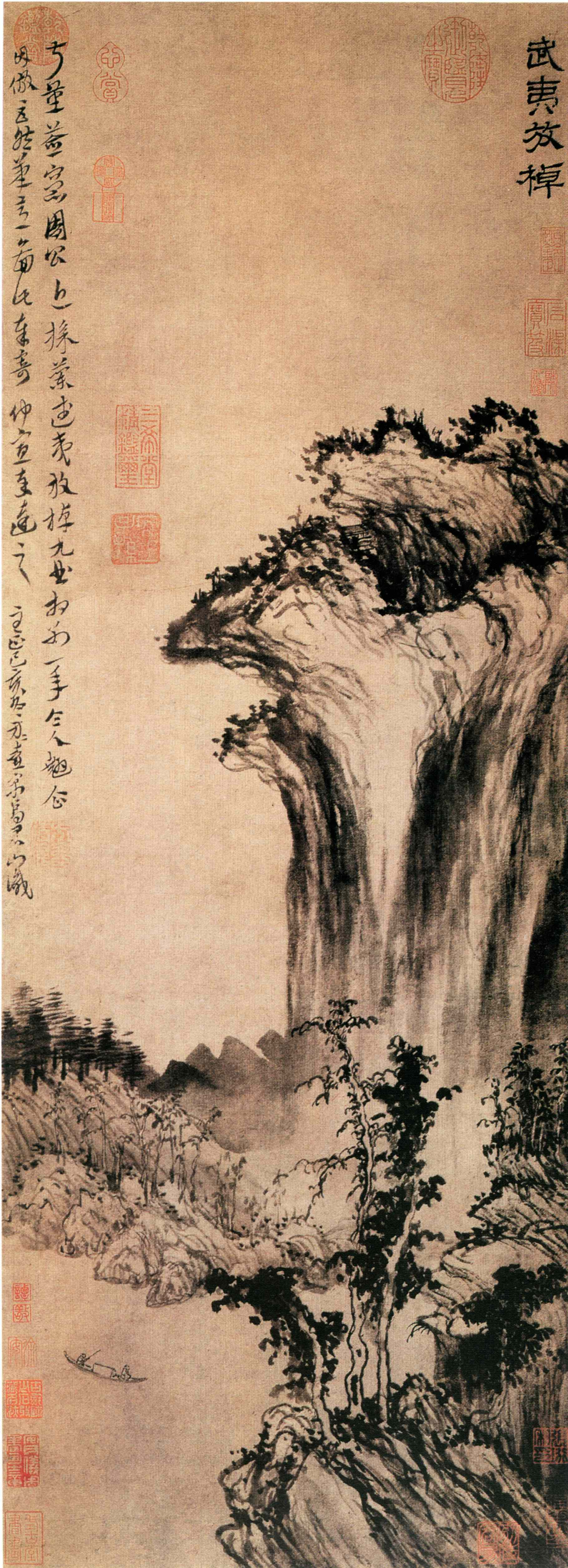
Remant per la muntanya Wuyi (武夷放棹图), Fang Congyi, Museu del Palau, Pequín

Fang Congyi (xinès simplificat: 方从义; xinès tradicional: 方從義; pinyin: Fāng Cóngyì; Guixi, Jiangxi c.1301 -1393) fou un pintor xinès sota la dinastia Yuan. Un altre dels seus sobrenoms més popular fou Wuyu (無隅), i, pel que fa noms de ploma, es va fer dir Fanghu (方壺, nom d'una illa dels Vuit Immortals), Bumang Daoren (不芒道人), Jinmen Yuke (金門羽客) i Guigu Shanren (鬼谷山人).

## Vida
De jove estudià i sabem que era familiar amb el riu Yangzi. En un moment indeterminat s'establí al temple Shangqing situat a la muntanya Longhu (Muntanya del tigre i el drac), a la província de Jiangsu, on fou ordenat monjo taoista, i és adepte de la secta Zhengyi Dao que promou la unitat ortodoxa taoista. Després de la mort del seu instructor principal, en Jin Pengtou, a principis de la dècada de 1340, Fang abandonà el temple i viatjà extensament seguint el riu Yangzi fins a arribar a la ciutat de Khanbaliq, actualment Pequín. Fang s'hi establí i entrà en contacte amb lletrats, oficials i molts erudits basats a la capitals. De fet, és just en aquest període quan començà a desenvolupar la seva producció artística.

## Obra
Fang Congyi començà la seva carrera com a pintor vivint a la capital, Khanbaliq. Es diu que conegué a moltes persones relacionades amb el món cultural del moment. És així que hauria obtingut diversos mecenes que li van permetre expressar allò que havia vist en els seus viatges a través de la pintura. Alguns dels noms que es mencionen com a mecenes de Fang són el pintor taoista Zhang Yanfu o la princesa Lu, gran mecenes d'art que, segons algunes fonts, hauria estat molt interessada en l'obra de Fang.
Es té constància de viatges també pel nord de l'imperi xinès: així, Fang hauria visitat diversos fragments de la Gran Muralla, així com espais muntanyosos d'entre els quals destaquen nombroses muntanyes sagrades pel taoisme.
El gènere al que dedicà la seva carrera és el del paisatge i els experts afirmen que moltes de les seves pintures es basen en els seus viatges. Les seva producció amb tinta, impregnada de misticisme taoista, mostra paisatges de grans muntanyes ennuvolades, l'aparta de l'estil sobri dels lletrats.
Actualment conservem diversos rotlles de l'autor a museus de tot el món: al Metropolitan Museum of Art de Nova York, al Princeton University Art Museum, al Museu del Palau de Pequín (Ciutat Prohibida), entre d'altres. Entre les seves obres destaquen “Amb barca per la Muntanya Wuyi” i “Muntanya amb núvols”.